# Musikjahr 1564
Liste der Musikjahre

◄◄ | ◄ | 1560 | 1561 | 1562 | 1563 | Musikjahr 1564 | 1565 | 1566 | 1567 | 1568 | ► | ►►

Weitere Ereignisse
Dieser Artikel behandelt das Musikjahr 1564.

## Ereignisse

### Heiliges Römisches Reich

#### Hofkapelle von Kaiser Ferdinand I. / Maximilian II.
- Jakob Buus ist seit Spätherbst 1550 Mitglied der kaiserlichen Hofkapelle und Organist in Wien.
- Christian Hollander, der sich Ende 1557 der Hofkapelle von Kaiser Ferdinand I. in Innsbruck angeschlossen zu haben scheint, ist dort ab 1559 sicher als Mitglied der Hofkapelle dokumentiert und ist hier bis zum Tod von Kaiser Ferdinand 1564 geblieben.
- Lambert de Sayve, der vermutlich seine erste Ausbildung als Sängerknabe an der St.-Lambertus-Kathedrale in Lüttich erhalten hat, tritt schon in jungen Jahren, nach Aussage einiger Quellen 1562, in den Dienst der kaiserlichen Hofkapelle in Wien. In den Mitgliederlisten der Hofkapelle erscheint sein Name aber erst im Jahr 1568, als Philippe de Monte die Leitung der Kapelle übernimmt.

#### Bayerischer Reichskreis

##### Herzogtum Bayern
- Ludwig Daser, der seit 1552 Kapellmeister der Münchner Hofkantorei war, verliert diese Position 1563 an Orlando di Lasso. Da er zum Protestantismus übergetreten ist, verliert er nicht nur seine Position, sondern ist auch gezwungen, München zu verlassen.
- Franciscus Florius hat seit Herbst 1556 in München an der Hofkapelle von Herzog Albrecht V. eine Anstellung als Hofbassist. Neben seiner Tätigkeit als Sänger ist Florius, zusammen mit dem Hofkopisten Johannes Pollet, auch als Notenkopist eingesetzt.
- Johannes de Fossa ist seit dem letzten Vierteljahr 1559 Vizekapellmeister der Münchner Hofkapelle. In den vorhandenen Dokumenten wird Fossa allerdings weiterhin nur als Tenorist bezeichnet.
- Antonius Gosswin, der wahrscheinlich als Chorknabe in die Hofkapelle von Herzog Albrecht& V. eingetreten ist, arbeitet als Alt-Sänger in der Hofkapelle.
- Balduin Hoyoul ist 1564/65 Schüler zu Orlando di Lasso in München.
- Orlando di Lasso ist seit 1563 Kapellmeister der Münchner Hofkapelle. Sein internationaler Durchbruch mit Chansons und Motetten bahnt sich 1564/1565 an, als die Ausgaben dieser Gattungen bei den Musikverlegern Le Roy und Ballard in Paris, bei Phalèse in Löwen und bei Scotto sowie Gardano in Venedig erscheinen.
- Francesco Londariti, der an der Kathedrale in Padua tätig war und 1561 – möglicherweise wegen Sympathien für die Reformation – das Veneto verlassen musste, arbeitet von 1562 bis 1566 als hoch geschätzter Musiker im Chor am herzoglichen Hof Albrechts V. in München unter Orlando di Lasso. Diese Zeit scheint seine kompositorisch fruchtbarste gewesen zu sein, wie die Kompositionen aus dieser Zeit zeigen, darunter zwei Motetten für die Hochzeit von Johann Jakob Fugger und Kompositionen, die er an Kaiser Maximilian II. sendet.
- Ivo de Vento, der zunächst bis September 1559 als Sängerknabe unter dem Hofkapellmeister Ludwig Daser am herzoglich-bayerischen Hof von Albrecht V. in München gewirkt hatte und – nach Eintritt seines Stimmbruchs – ein Stipendium für ein Studium in Italien erhalten hat, wirkt seit 1563 als Organist am Münchner Hof. Der italienische Einfluss auf seine Musik zeigt sich beispielsweise aus der sechsstimmigen Battaglia, die in einem venezianischen Sammelband von 1564 erscheint. In München steht die Hofkapelle inzwischen unter Leitung von Orlando di Lasso, und Vento erhält im Zuge der Erweiterung der Kapelle zwei gleichberechtigte italienische Kollegen im Organistenamt.

#### Burgundischer Reichskreis

##### Markgrafschaft Antwerpen
- Séverin Cornet, der von 1555 bis 1564 in Antwerpen gelebt hat, wechselt 1564 nach Mechelen, wo er an der St.-Rombouts-Kathedrale die Aufgabe „pro magistro cantus et choralium“ übernimmt. Somit ist er für die Chorleitung und für die Musikerziehung der Chorknaben zuständig.
- Noé Faignient bekommt 1561 das Bürgerrecht in Antwerpen und wirkt hier als Musiklehrer.
- Rinaldo del Mel lebt in Mechelen und ist seit dem 3. März 1562 Mitglied der Singschule der Kathedrale Saint-Rombaud. Ab dem Jahr 1564 erhält er hier Unterricht vom Chorregenten Séverin Cornet.
- Gérard de Turnhout, der seit dem 3. April 1559 Kapellmeister an der Kathedrale Saint-Gommaire in Lierre war, kehrt 1562 an die Liebfrauenkirche Antwerpen zurück und übernimmt 1563 die Position eines Musikmeisters (maître de musique) in der Nachfolge von Antoine Barbé. Als Margarethe von Österreich, die Regentin der Niederlande, im Jahr 1564 in Antwerpen einzieht, schreibt der Komponist zu diesem Anlass ein Te Deum.
- Hubert Waelrant, der in Antwerpen lebt, heiratet 1564 seine zweite Frau Anna Ablyt.

##### Grafschaft Flandern
- Andreas Pevernage, der 1563 zum Kapellmeister an der Kirche Notre-Dame in Courtrai berufen wurde und diese Stelle am 17. Oktober 1563 angetreten hat, erhält 1564 zusätzlich eine Pfründe an Sankt Willibrordus in Hulst. Die Kapellmeisterstelle behält er bis 1577.

##### Grafschaft Holland
- Cornelis Boskoop ist seit dem 1. Mai 1554 und bis März 1573 Organist an der Oude Kerk in Delft.
- Tielman Susato, der 1543 in Antwerpen ein dreijähriges Druckerprivileg erhalten hatte und hier in den Jahren 1543 bis 1561 drei Bände mit Messkompositionen, 19 Motetten- und 22 Chansonbücher, darüber hinaus eine Serie mit elf Bänden Musyck Boexken herausbrachte, hat seit 1561 seinen Wohnsitz in Alkmaar. In Alkmaar ist er seit 1563 Vorstandsmitglied im Wasser- und Bodenverband der dortigen Region. Wenige Monate nachdem Susato sein Testament vom 6. August 1564 erstellt hat, verstirbt seine Frau Elisabeth Peltz.
- Jan Pieterszoon Sweelinck, der älteste Sohn des Organisten Pieter Swybbertszoon und seiner Frau Elske Jansdochter Sweeling, zieht 1564 mit der Familie nach Amsterdam um, da sein Vater zum Organisten an der Oude Kerk berufen wird.

#### Fränkischer Reichskreis

##### Reichsstadt Nürnberg
- Georg Forster lebt seit 1548 in Nürnberg, wo er zum Leibarzt von Abt Friedrich zu Hailsbronn ernannt wurde. In Nürnberg bleibt er 20 Jahre bis zu seinem Tod.

#### Kurrheinischer Reichskreis

##### Kurpfalz
- Jobst von Brandt ist seit 1548 Hauptmann in Waldsassen (Oberpfalz) und Verwalter des dortigen Klosters sowie Pfleger von Liebenstein bei Tirschenreuth.
- Mathias Gastritz, der am 22. Dezember 1561 zum Organisten der Stadt Amberg bestellt wurde, wirkt fast 30 Jahre lang in den Diensten der Stadt.
- Sebastian Ochsenkun ist seit 1544 Lautenmeister am kurpfälzischen Hof in Heidelberg.
- Stephan Zirler ist kurfürstlicher Hofbeamter am Hof von Kurfürst Friedrich III., ab 1564 Kammersekretär. Zirler bewohnt ein Haus im Floringäßlein in Heidelberg, und am 25. Juli 1564 kauft er (mit Zustimmung des Kurfürsten) dem Collegium artistarum der Universität den Garten vor dem unteren oder Speierer Tor ab, der auch hortus circa St. Petrum genannt wird.

#### Niederrheinisch-Westfälischer Reichskreis

##### Erzstift Cambrai
- Jean de Bonmarché ist seit 1560/61 maître des enfants (Leiter der Chorknaben) an der Kathedrale Notre-Dame von Cambrai. Während seiner Amtszeit als Leiter der Chorknaben in Cambrai sucht Herzogin Margarethe von Parma, Statthalterin der Niederlande, für den spanischen König Philipp II. einen Nachfolger für den verstorbenen Leiter der Hofkapelle in Madrid, Pierre de Manchicourt, und holt über Bonmarché Informationen ein. Aus dem Brief Margarethes von Parma aus Brüssel vom 30. November 1564 an Philipp II. geht hervor, dass Bonmarché um diese Zeit über 40 Jahre alt ist und als Komponist einen guten Namen hat, auch wenn er nur eine schwache Stimme besitzt. Auf Grund der Empfehlung Margarethes hat der Komponist am 17. Dezember 1564 die Annahme der Stelle zugesagt und reist im Folgejahr nach Madrid.

##### Hochstift Lüttich
- Jan Belle ist in den Jahren 1563 bis 1566 möglicherweise als Succentor an der Liebfrauenkirche in St. Truiden tätig.
- Ludovicus Episcopius wirkt seit 19. Oktober 1545 als zangmeester an der Kollegiatkirche St. Servatius in Maastricht. Er bekommt mehrere Benefizien und wird Mitglied der Bruderschaft der Kapläne als einer der scriptores chori. Diese Stellung behält er bis ins Jahr 1566.
- Jean De Latre, der seit November 1544 in der Nachfolge von Adam Lauri succentor an der Kirche St. Martin in Lüttich war und die Kapelle der Kirche fast 20 Jahre lang mit Geschick und Erfolg geleitet hat, bekommt 1563 das Amt des archimusicus des Chors in Amersfoort. Er kehrt aber bereits Ende 1564 an die Kapelle an St. Martin in Lüttich zurück.
- Johannes Mangon, der seine erste musikalische Ausbildung als duodenus an der Singschule (schola cantorum) der Gemeinde Saint Martin-en-Mont in Lüttich erhielt, wirkt von 1562 bis 1570 an der dortigen Kirche als Succentor.

##### Vereinigte Herzogtümer Jülich-Kleve-Berg
- Martin Peudargent ist Hofkomponist in den Diensten von Wilhelm V. von Jülich-Kleve-Berg.

#### Niedersächsischer Reichskreis

##### Fürstentum Braunschweig-Wolfenbüttel
- Johann Zanger der Ältere, der seit 1548 in Braunschweig als Rektor am Katharineum tätig war, ist seit 1553 Pfarrer an der Petrikirche.

##### Hamburg
- Jacob Praetorius der Ältere, der wahrscheinlich in seiner Heimatstadt Magdeburg Unterricht von Martin Agricola erhielt, ist von 1555 bis zu seinem Tod als Organist und Kirchenkomponist an zwei Kirchen in Hamburg nachweisbar.

##### Herzogtum Mecklenburg-Schwerin
- David Köler, der von 1557 bis 1563 Kantor in Altenburg war, ist seit 1563 Hofkapellmeister von Herzog Johann Albrecht I. (Mecklenburg) von Mecklenburg-Schwerin. Verbunden damit ist die Aufgabe zur Schaffung einer „Hof-Cantorej“.

#### Obersächsischer Reichskreis

##### Kurfürstentum Sachsen
- Joachim a Burck, der seit 11. April 1561 an der Universität Wittenberg studiert hat, ist seit 1563 Kantor an der Lateinschule in Mühlhausen.
- Gallus Dreßler, der 1557 die Universität Jena besucht hatte, wo Johann und Victorin Strigel ihn für die konfessionelle Überzeugung der Philippisten gewinnen konnten, ist seit 1558 als Nachfolger von Martin Agricola Kantor an der Lateinschule in Magdeburg.
- Wolfgang Figulus, der von 1549 bis 1551 als Thomaskantor der Thomasschule in Leipzig gewirkt hat, ist von 1551 bis zu seiner Pensionierung 1588 Kantor und Lehrer an der Fürstenschule in Meißen. Er unterrichtet die Fächer Musik, Latein und Religion und sorgt für die musikalische Gestaltung der Gottesdienste in der Afrakirche.
- Mattheus Le Maistre, der wahrscheinlich vor 1554 am bayerischen Hof in München gewirkt hat, ist seit 1554 sächsischer Hofkapellmeister als Nachfolger von Johann Walter; ab dieser Zeit sind seine Kompositionen fast ausschließlich gedruckt überliefert. Die Hofkapelle umfasst seinerzeit 40 Musiker. Hier übernimmt er auch die Traditionen von Johann Walter und Georg Rhau, vertont Teile von Luthers Kleinem Katechismus und komponiert Choralmotetten zu Luther-Liedern. Aus der Erwähnung seines Namens in zwei Leipziger Verzeichnissen von 1551 und 1564 lässt sich schließen, dass der Komponist schon früher, vielleicht auch vor seiner Münchner Zeit, Verbindungen zur Stadt Leipzig hatte.
- Antonio Scandello, der 1549 mit fünf weiteren „welschen Musikern“ von Kurfürst Moritz von Sachsen bei einer Italienreise eingestellt wurde, ist Mitglied der Dresdner Hofkapelle.
- Leonhart Schröter, der von 1545 bis 1547 die Fürstenschule in Meißen besucht hat, wirkt danach von 1561 bis 1576 als Stadtkantor in Saalfeld.
- Nikolaus Selnecker, der von Melanchthon 1557 als dritter Hofprediger nach Dresden empfohlen und daraufhin von Kurfürst August dorthin berufen wurde, ist seit 4. April 1559 Leiter der Hofkapelle in Dresden. Seit 14. Februar 1560 ist er auch Erzieher des Kurprinzen Alexander. Nachdem er im August 1564 die Jagdleidenschaft des Kurfürsten gerügt hat, kann er nur durch eine Aufgabe seines Amts einen ehrenvollen Abschied erreichen.
- Johann Walter, der seit 1548 Kapellmeister der Hofkantorei von Kurfürst Moritz war, lebt nach seiner Pensionierung 1554 in Torgau. Walters letzte Lebensjahre sind geprägt von Kompositionen und Dichtungen, die er seinen ehemaligen Landesherren widmet.

#### Österreichischer Reichskreis

##### Erzherzogtum Österreich
- Johannes de Cleve, der wahrscheinlich seit dem Jahr 1553 Sänger (Tenorist) in der Hofkapelle des österreichischen Regenten Erzherzog Ferdinand (1503–1564) in Wien war, wird 1564 – nach dem Tod von Kaiser Ferdinand I. – Hofkapellmeister in der neuen von Ferdinands Sohn, Erzherzog Karl II. (1540–1590), gegründeten Hofkapelle in Graz. Dieses Amt versieht der Komponist sechs Jahre lang.
- Jacobus Gallus wirkt vermutlich etwa in der Zeit von 1564 bis 1566 in Österreich. Hier ist er zuerst im Stift Melk, dessen Klosterschule er auch besucht, als Chorknabe tätig. Seine Mitwirkung in der kaiserlichen Hofmusikkapelle in Wien lässt sich nicht belegen.
- Giovanni de Macque, der in jungen Jahren an der Hofkapelle in Wien als Sängerknabe ausgebildet wurde, setzt nach Eintritt des Stimmbruchs Ende 1563 seine Ausbildung am Wiener Jesuitenkolleg fort.
- Rogier Michael, der vermutlich eine Kapellknaben-Zeit in Wien durchlebt hat, kommt im Jahr 1564 als Sängerknabe an die Hofkapelle von Erzherzog Karl II. in Graz.
- Jakob Regnart ist seit dem Jahr 1557 Mitglied der Sängerkapelle am Habsburgischen Hof des Erzherzogs und späteren Kaisers Maximilians II. in Prag. Im Dienst der Habsburger steht er für sein ganzes Leben. Direkt belegt ist seine Zugehörigkeit zur Hofkapelle durch die Gehaltslisten von 1560, wo er als Tenor mit sieben Gulden Gehalt geführt wird, mit einer Erhöhung auf zwölf Gulden im Jahr 1564. In diesem Jahr erscheint auch die erste Komposition von ihm – eine Motette zu fünf Stimmen – im Sammeldruck Thesauri musici tomus quartus. Nach der Kaiserkrönung Maximilians im selben Jahr wird der Hof nach Wien verlegt und mit ihm das ganze Personal, so auch Regnart.
- Melchior Schramm, der als Kind in Prag gelebt hat, ist seit 1563 Singknabe in der Hofkapelle von Erzherzog Ferdinand von Tirol. Mit dessen Hof kommt er nach Innsbruck, wo er in Ferdinands neugegründeter Knabensingschule ausgebildet wird.
- Jacobus Vaet ist seit dem 1. Januar 1554 Kapellmeister in der Hofkapelle von Erzherzog Maximilian II. in Wien.

#### Schwäbischer Reichskreis

##### Augsburg
- Jacobus de Kerle, der seit Anfang des Jahres 1562 Kapellmeister der Privatkapelle von Kardinal Otto Truchseß von Waldburg, dem Bischof von Augsburg, ist, reist von August 1563 bis Mai 1564 im Gefolge des Kardinals über Oberitalien nach Barcelona, um die österreichischen Erzherzöge Rudolf und Ernst zum spanischen Königshof zu begleiten. Danach reist der Komponist Mitte Mai 1564 zur Residenz der Augsburger Fürstbischöfe in Dillingen, wo die Kapelle unter anderem bei der feierlichen Übergabe der Universität Dillingen an die Jesuiten am 17. August 1564 mitwirkt.

##### Herzogtum Württemberg
- Balduin Hoyoul, der im Jahr 1561 im Alter von etwa 13 Jahren als Diskant-Sänger in den Chor der Stuttgarter Hofkapelle unter Ludwig Dasers Leitung eingetreten war und 1563 – nach Eintritt des Stimmbruchs – noch ein Jahr als Altist und Komponist gewirkt hat, wird 1564/65 für zwei Jahre als Schüler zu Orlando di Lasso nach München geschickt.

#### Nicht eingekreiste zum Heiligen Römischen Reich zugehörige Territorien und Stände

##### Königreich Böhmen
- Jan Trojan Turnovský immatrikuliert sich 1564 an der Karls-Universität Prag.
- Alexander Utendal tritt im Jahr 1564 als Alt-Sänger in die neu gegründete Prager Kapelle von Erzherzog Ferdinand ein.

##### Alte Eidgenossenschaft
- Homer Herpol ist seit 1550 in Freiburg (Schweiz) als Kantor an der Kirche St. Nikolaus angestellt. Neben seiner Kantorentätigkeit wirkt Herpol auch am Dekanatsgericht, später auch am neu geschaffenen Chorgericht.

##### Herzogtum Mailand
- Vincenzo Ruffo, der seit 1551 in Verona als Maestro di musica an der Accademia Filarmonica gewirkt hat, ab 1554 auch als Domkapellmeister, versieht ab 1563 die gleiche Stelle in Mailand und danach noch in Pistoia und Sacile.
- Matthias Hermann Werrecore, der von August bis Dezember 1559 beim Domchor in Mailand als Tenorsänger tätig war, lebt vermutlich in Mailand. Nach Dokumenten von 1532 und 1561 besitzt Werrecore Eigentum vor Ort und hat aus zwei Ehen mindestens drei Kinder.

##### Herzogtum Modena und Reggio
- Luzzasco Luzzaschi, der in seiner Jugend Schüler des flämischen Komponisten Cipriano de Rore war, ist seit Mai 1561 Organist am Hof des Herzogs Alfonso II. d’Este. 1564 wird er zum herzoglichen Hoforganisten ernannt.
- Giaches de Wert, der ab 1557 in Novellara für Graf Alfonso I. Gonzaga gewirkt hatte, versieht von 1563 bis 1565 den Dienst eines Kapellmeisters für die kaiserlichen Gouverneure in Mailand. Sein 1563 in Venedig erschienenes Werk Il terzo libro de madrigali zu fünf Stimmen weist ihn als Maestro di Capella de Consalvo Fernandes di Cordova, des Herzogs von Sessa und Gouverneur von Mailand aus. Für das Barbara-Fest am 4. Dezember 1564 schickt er eine von ihm komponierte Messe an die neu gebaute Basilika Santa Barbara in Mantua, die Hofkirche der Gonzaga-Herzöge.

##### Herzogtum Toskana
- Paolo Aretino, der bis 1547 als Kantor am Dom von Arezzo gewirkt hat, ist danach bis zu seinem Tode im Jahr 1584 an Santa Maria della Pieve, ebenfalls in Arezzo, tätig. 1564 veröffentlicht er in Venedig bei Francesco Rampazetto sein Responsorium Hebdomadae Sanctae ac Natalis domini, una cum Benedictus, ac Te deum laudamus, liber primus et secundus … quatuor vocibus.
- Francesco Corteccia steht seit dem Jahr 1539 im Dienst der Familie de’ Medici und bekleidet die Stelle des Kapellmeisters am Hofe des Herzogs Cosimo I. Zu seinen zahlreichen Schülern gehören Cristofano Malvezzi und Luca Bati (1546–1608).
- Nicolao Dorati wirkt seit 1543 in der Stadtkapelle von Lucca, zunächst als Posaunist und seit 1557 für über zwanzig Jahre als Kapellmeister.
- Vincenzo Galilei, der um das Jahr 1560 nach Pisa gezogen ist, ist seit 1562 mit Giulia Ammannati (gestorben 1620) aus einer angesehenen Familie von Tuchhändlern aus Pisa verheiratet. Aus der Ehe werden sechs oder sieben Kinder hervorgehen, darunter 1564 Galileo Galilei und 1575 der Lautenist und Komponist Michelangelo Galilei.
- Cristofano Malvezzi, Sohn des Organisten und Orgelbauers Niccoló Malvezzi, ist seit 1562 Canonico soprannumerario und wird ab 1572 regulärer Kanoniker an San Lorenzo in Florenz.
- Giovanni Piero Manenti ist seit März 1557 Organist an S. Giovanni in Florenz.
- Alessandro Striggio der Ältere, der aus einem Aristokratengeschlecht entstammt, hält sich vermutlich in Florenz auf, wo er um 1560 die ersten Kontakte zu den Medici geknüpft hat. Während der 1560er Jahre komponiert er zahlreiche Intermedi für Hochzeiten, Besuche und andere festliche Anlässe der Medici.

### Königreich England und Irland

#### Chapel Royal von Elisabeth I.
- William Daman, der 1562 – möglicherweise auf eine Einladung des Ersten Earl of Dorset, Thomas Sackville – nach London gezogen war, ist in die Dienste der Königin Elisabeth I. getreten und verbringt den Rest seines Lebens in England.
- Richard Edwards, der seine Ausbildung in Cambridge und Oxford absolvierte, hat seit 1561 die Leitung des Kinderchores an der Chapel Royal. Erhalten ist seine Tragikomödie Damon and Pithias (1564 verfasst, 1571 gedruckt), die erste englischsprachige Tragikomödie. Es handelt sich um eine Bearbeitung des Stoffs der Erzählung von Damon und Phintias.
- Alfonso Ferrabosco der Ältere, der vermutlich 1562 mit seinem Onkel das erste Mal nach England gekommen ist, hat eine Anstellung bei Königin Elisabeth I.
- William Mundy, der 1543 Mitglied im Chor von Westminster Abbey wurde und später für verschiedene Kirchengemeinden arbeitete, wird 1564 Mitglied der Chapel Royal, an der er bis zu seinem Tode verbleibt.
- Robert Parsons, der erstmals 1560/1561 in einem Rechnungsbuch der Londoner Chapel Royal auftaucht, ist seit 17. Oktober 1563 Gentleman of the Chapel Royal – etwa gleichzeitig mit William Mundy, weswegen man vermutet, dass Parsons in etwa gleichaltrig wie Mundy gewesen sein könnte.
- Thomas Tallis, der 1543 zum „Gentleman of the Chapel Royal“ in London ernannt wurde, bekleidet dieses Amt in den folgenden 40 Jahren.

#### Cambridge
- Anthony Holborne studiert seit 1562 an der Universität Cambridge.

### Königreich Frankreich

#### Chapelle Royale von Karl IX.
- Jakob Arcadelt ist ab 1554 als Sänger am Hof des späteren französischen Königs Karl IX. in Paris belegt, wo er bis zu seinem Tod bleibt. Zur gleichen Zeit steht er im Dienst des humanistisch orientierten Kardinals von Lothringen, Charles de Guise (1524–1574), der ebenfalls in Paris residiert. Der Komponist bekommt in seiner Pariser Zeit Pfründen an Notre-Dame und St. Germain l’Auxerrois sowie an der Kathedrale von Reims. Nachdem er in früheren Zeiten, zwischen 1537 und 1551, eher gelegentlich Chansons geschrieben hat, wobei insgesamt 21 bei den Verlegern Pierre Attaingnant, Jacques Moderne und Nicolas du Chemin erschienen sind, nimmt die Zahl der Kompositionen dieser Gattung ab 1552 sprunghaft zu, und es erscheinen etwa 100 solche Stücke bis 1569 in den Anthologien des königlich privilegierten Verlegers Le Roy & Ballard.
- Guillaume Costeley ist nach seiner Ausbildung von 1560(?) bis 1570 Hoforganist am Hof von Karl IX.

#### Lyon
- Paschal de l’Estocart hält sich zwischen 1559 und 1565 in Lyon auf.

#### Metz
- Claude Goudimel, der wahrscheinlich seit 1549 und bis 1557 an der Universität Paris studiert hatte und seit 1553 Teilhaber des Verlagshauses von Nicolas Du Chemin (1520–1576) ist, lebt ab 1557 bis etwa 1567 in Metz.

#### Paris
- Pierre Certon, der seit 1529 in Paris an Notre-Dame und hier seit 1542 als Leiter des Knabenchores gearbeitet hat, lebt seit 1560 in seiner Heimatstadt Melun.
- Adrian Le Roy lebt in Paris und ist musikalischer Leiter des von ihm mit seinem Vetter Robert Ballard 1551 gegründeten Musikverlags Le Roy & Ballard.

### Italienische Staaten

#### Kirchenstaat
- Giovanni Animuccia ist seit 1555 als Nachfolger von Giovanni Pierluigi da Palestrina Kapellmeister der Cappella Giulia an St. Peter im Vatikan.
- Filippo Azzaiolo ist in seiner Geburtsstadt Bologna ab etwa 1557 als Sänger aktiv und verbringt dort sein gesamtes Leben.
- Giulio Caccini ist wahrscheinlich Mitglied im Knabenchor der Cappella Giulia des Petersdoms. Von Oktober 1564 bis November 1565 ist er Gesangsschüler von Giovanni Animuccia.
- Ghiselin Danckerts ist seit 1538 Sänger der päpstlichen Kapelle in Rom. Er übt dieses Amt bis 1565 aus.
- Ghinolfo Dattari erhält ab Februar 1555 in Bologna eine Anstellung als Sänger in der Kapelle von San Petronio, der er 62 Jahre lang, bis zu seinem Tode angehört. 1564 werden seine Canzoni villanesche a 4 voci, dedica alla illustre signora Camilla Gadda delli Elefantuzzi veröffentlicht.
- Domenico Ferrabosco, der seit 1551 Sänger der päpstlichen Kapelle in Rom war, ist seit 1555 Kapellmeister in seiner Heimatstadt Bologna.
- Giovanni Maria Nanino wird in den Rechnungsbüchern des Kardinals Ippolito II. d’Este seit März 1562 als “cantore” geführt. In diesem Amt begleitet er den Kardinal nach Frankreich, wohin Papst Pius IV. Ippolito in diplomatischer Mission entsendet. Die Verbindung mit dem einflussreichen Kardinal, der der pro-französischen Fraktion in Rom angehört, dürfte die Karriere des jungen Nanino wesentlich gefördert haben.
- Giovanni Pierluigi da Palestrina, der am 3. August 1560 sein Amt als Kapellmeister der Cappella Pia an San Giovanni in Laterano, dem römischen Bischofssitz des Papstes, verlassen hatte, ist seit 1. März 1561 in Rom Leiter der Cappella Liberiana an Santa Maria Maggiore, dem Ort seiner Ausbildung. Hier bleibt er etwa vier Jahre lang. 1563 hatte Palestrina dem Kardinal Rodolfo Pio da Carpi (1500–1564) seinen ersten Individualdruck Motecta festorum totius anni, einen liturgischen Jahreszyklus in Motettenform gewidmet, der 1564 in Venedig im Verlag Antonio Gardano veröffentlicht wird. Kardinal Ippolito II. d’Este, Erbauer der Villa d’Este in Tivoli, verpflichtet den Komponisten im Sommer 1564 für drei Monate für seine großzügig besetzte Kapelle; ihm war Palestrinas erstes Motettenbuch (fünf- bis siebenstimmig) gewidmet.
- François Roussel, der in den 1550er Jahren möglicherweise in Lyon gewirkt hatte, ist von 1564 an wieder in Rom nachweisbar, zunächst bis 1566 als maestro di cappella an San Lorenzo in Damaso.
- Giuliano Tiburtino ist 1564 Sänger in der päpstlichen Kapelle.

#### Königreich Neapel
- Giovanni Domenico da Nola wirkt ab Februar 1563 bis zu seinem Tod als Maestro di cappella an der Basilika Santissima Annunziata Maggiore in Neapel. In dieser Funktion lehrt er auch die Mädchen des Waisenhauses der Annunziata und die Diakone des Priesterseminars Gesang. 1564 erscheint sein zweites Buch mit Madrigalen zu fünf Stimmen.
- Diego Ortiz wirkt seit 1553 am vizeköniglichen Hof in Neapel. Fernando Álvarez de Toledo, 3. Herzog von Alba ernennt ihn zu seinem Kapellmeister (Maestro de Capilla).

#### Republik Venedig
- Baldissera Donato ist seit 1550 als Sänger – zunächst an San Marco in Venedig – aktiv und wirkt auch in der Ausbildung der Sänger.
- Antonio Gardano, der seit 1532 in Venedig lebt und hier einen Musikverlag und eine Druckerei gegründet hat, gibt zwischen 1538 und 1569 rund 450 Publikationen, vor allem Madrigale und geistliche Musik heraus. Von den noch 388 erhaltenen Drucken sind nur zwei nicht musikalischen Inhalts.
- Giorgio Mainerio, der sich in den Jahren ab 1560 um eine Stelle als Kaplan und altarista an der Kirche Santa Maria Annunziata in Udine beworben hat, verbringt in Udine die Jahre 1560 bis 1570. Dank seines erworbenen musikalischen Fachwissens und des Unterrichts, den er bei zwei örtlichen Musikautoritäten, den Kapellmeistern Gabriele Martinengo und Ippolito Chiamaterò genießt, beginnt er seine erfolgreiche musikalische Laufbahn.
- Florentio Maschera, der seine erste Anstellung als Organist im Kloster „Santo Spirito in Isola“ vor Venedig erhielt, ist seit 22. August 1557 Organist an der Kathedrale von Brescia.
- Claudio Merulo, der seit 1556 als Organist in Brescia gearbeitet und sich 1557 um den Posten eines zweiten Organisten am Markusdom in Venedig beworben hatte, erhält diese Position und übt sie bis 1566 aus.
- Annibale Padovano ist von 1552 bis 1565 erster Organist am Markusdom in Venedig. Padovano ist an der Einführung des wechselseitigen Musizierens der zwei auf gegenüberliegenden Emporen postierten Orgeln und Chöre beteiligt, woraus sich mit Adrian Willaert die Venezianische Mehrchörigkeit entwickelt.
- Costanzo Porta lebt seit 1549 in Venedig und war dort Schüler des Komponisten Adrian Willaert.
- Cipriano de Rore, der seit 1560 am Hof von Herzog Ottavio Farnese in Parma gewirkt und zu Ehren des im Dezember 1562 verstorbenen Adrian Willaert die Motette Concordes adhibete animos komponiert hatte, ist seit 1563 sein Nachfolger als Domkapellmeister zu San Marco in Venedig. Doch schon 1564 gibt er diese prestigeträchtige Stelle wieder auf, nachdem die wegen der Zweiteilung der dortigen Musikkapelle entstandenen Organisationsmängel sich voll ausgewirkt haben. In einem Brief vom 12. Juli 1564 ist von gravezza del servitio („Schwere der Knechtschaft“) und disordine („Unordnung“) die Rede. De Rore hat während seiner venezianischen Zeit noch Briefkontakt mit dem Herzog von Parma und kehrt auf seine frühere Stellung zurück. In seinen letzten Lebensjahren unterhält er Kontakte zu verschiedenen geistlichen und weltlichen Würdenträgern in Italien und Tirol und widmet ihnen Kompositionen.

### Königreich Polen und Großfürstentum Litauen

#### Hofkapelle von Sigismund II. August
- Valentin Bakfark ist von 1549 bis 1566 Lautenist am Hof des polnischen Königs und Großfürsten von LitauenSigismund II. August in Vilnius.

#### Danzig
- Franciscus de Rivulo, der vermutlich aus den Niederlanden stammt, wirkt in Danzig. Er wird in den Unterlagen der Marienkirche in Danzig aus dem Jahr 1560 als Kantter bezeichnet und wird 1563 „erster Kapellmeister der Stadtratskapelle“. Darüber hinaus wird er in einer Handschrift aus den Jahren 1562/63 „Cantor Gedani“ genannt. Außerdem ist es seine Aufgabe, das Einstellen der Spieluhrmelodien am Turm des Danziger Rathauses zu besorgen. In der Stellung als Kapellmeister wirkt er bis zu seinem Tod 1564. Rivulos Werke bekommen eine weite Verbreitung durch die Anthologie Thesaurus Musicus, die im Jahr 1564 im Druck bei Johann vom Berg und Ulrich Neuber in Nürnberg erscheint.

#### Krakau
- Krzysztof Borek, der zunächst Chorknabe und später Mitglied der Krakauer Hofkapelle war, ist von 1556 bis 1572 deren Kapellmeister.

#### Sandomierz
- Mikołaj Gomółka, der als königlicher Fistulator (hervorragende Instrumentalist des Königs) Mitglied der Hofkapelle von König Sigismund II. August von Polen war, hat 1563 den Hof verlassen und ist die folgenden 15 Jahre in seiner Geburtsstadt Sandomierz in einigen außermusikalischen Bereichen tätig.

##### Vilnius
- Cyprian Bazylik steht seit 1556 in den Diensten des Fürsten Mikołaj Radziwiłł der Schwarze in Vilnius.

### Königreich Spanien

#### Hofkapelle von Philipp II.
- Antonio de Cabezón ist Hoforganist Philipps II.
- Miguel de Fuenllana wirkt ab dem Jahr 1560 am Hof von Elisabeth von Valois, der dritten Frau von König Philipp& II., in der Stellung eines Kammermusikers mit einem Jahresgehalt von 50.000 Maravedís und bleibt hier bis Juni 1569.
- George de La Hèle, der vermutlich seine musikalische Ausbildung an der Kirche zu Unsrer Lieben Frau in seiner Heimatstadt Antwerpen bei Antoine Barbé erhalten hat, gehört zu einer Gruppe von Chorknaben, die im Jahr 1560 nach Spanien gegangen sind, um an der Hofkapelle von König Philipp II. in Madrid unter der Leitung von Pierre de Manchicourt am Musikleben des Hofs und an der Gestaltung der Gottesdienste mitzuwirken. Nach eigener Aussage übt er diesen Dienst zehn Jahre lang aus und ist während der letzten Jahre zu Studien an der Universität von Alcalá eingeschrieben.
- Pierre de Manchicourt ist in der Nachfolge von Nicolas Payen seit April 1559 Hofkapellmeister von König Philipp II. von Spanien. Er stirbt am 5. Oktober 1564 in Madrid.

#### Baeza
- Juan Bermudo ist seit dem 24. Juni 1560 einer der vier definidores der andalusischen Ordensprovinz.

#### La Seu d’Urgell
- Joan Brudieu ist seit 1548 Kapellmeister auf Lebenszeit der Kathedrale von La Seu d’Urgell. Diese Position behält er – mit Unterbrechungen – bis kurz vor seinem Tode 1591.

#### Sevilla
- Francisco Guerrero ist seit 1551 Assistent von Kapellmeister Fernández de Castileja und Chorregent an der Kathedrale von Sevilla.
- Alonso Mudarra ist seit dem 18. Oktober 1546 Kanoniker an der Kathedrale von Sevilla. In dieser Stadt hat er einen bedeutenden Einfluss auf das Musikleben und bleibt dort noch 34 Jahre bis an sein Lebensende. Zu seinen Aufgaben an der Kathedrale gehört die Leitung aller musikalischen Aktivitäten. Hierzu gehören die Beauftragung von Instrumentalisten, der Kauf und die Leitung des Aufbaus einer neuen Orgel und die enge Zusammenarbeit mit Komponisten für die vielfältigen festlichen Anlässe.

## Instrumentalmusik

### Für Cister
- Fredericus Viaera – Passamezzo. In: Nova et elegantissima in Cythara ludenda carmina. Pierre Phalèse, Löwen: Noten und Audiodateien im International Music Score Library Project (für die vierstimmige Cister der Stimmung a-g-d'-e').

### Für Laute
- Bálint Bakfark – Premier livre de tabelature de luth, Paris: Le Roy & Ballard (enthält 10 Fantasien, Motetten, Chansons und Madrigale von verschiedenen Komponisten): Noten und Audiodateien im International Music Score Library Project
- Giacomo Gorzanis – Il terzo libro de intabulatura di liuto, Venedig: Antonio Gardano: Noten und Audiodateien im International Music Score Library Project
- Giovanni Pacoloni – Tribus testudinibus lucenda carmina, Löwen: Pierre Phalèse (für drei Lauten): Noten und Audiodateien im International Music Score Library Project

### Für drei Instrumente
- Vincenzo Ruffo – Capricci in musica a tre voci, Mailand: Francesco Moscheni (23 Capriccios): Noten und Audiodateien im International Music Score Library Project; darin:
  - Capriccio sopra La sol fa re mi: Noten und Audiodateien im International Music Score Library Project
  - Capriccio sopra O felici occhi miei: Noten und Audiodateien im International Music Score Library Project
  - El Chiocho: Noten und Audiodateien im International Music Score Library Project
  - Da bei rami scendea: Noten und Audiodateien im International Music Score Library Project
  - La Danza: Noten und Audiodateien im International Music Score Library Project
  - La disperata: Noten und Audiodateien im International Music Score Library Project
  - Dormendo un giorno: Noten und Audiodateien im International Music Score Library Project
  - La Gamba in Basso e Soprano: Noten und Audiodateien im International Music Score Library Project
  - Martin Minoit son portiau au marche: Noten und Audiodateien im International Music Score Library Project

## Vokalmusik

### Geistlich
- Paolo Aretino – Responsorium Hebdomadae Sanctae ac Natalis domini, una cum Benedictus, ac Te deum laudamus, liber primus et secundus … quatuor vocibus, Venedig: Francesco Rampazetto
- Johann vom Berg (Hrsg.) – Thesaurus Musicus, Nürnberg: Johann vom Berg & Ulrich Neuber (5 Bände mit 229 Motetten zu vier bis acht Stimmen): Noten und Audiodateien im International Music Score Library Project; darin u. a.:
  - Jakob Buus – 1 Motette zu sechs Stimmen
  - Christian Hollander
    - Motette Exaudiat te Dominus zu sechs Stimmen
    - Motette Domine ne memineris iniquitatum zu fünf Stimmen

  - Jakob Regnart – Motette zu fünf Stimmen
  - Franciscus de Rivulo
    - Gloria tibi trinitas zu acht Stimmen und Descendit Angelus Domini zu acht Stimmen
    - Ego sum panis vivus, Et panis quem ego dabo, Sic Deus dilexit mundum, Venite ad me omnes und Vias tuas Domine, alle zu sechs Stimmen
    - Dum complerentur dies zu fünf Stimmen
    - Vias tuas Domine zu vier Stimmen, Sancta Trinitas zu vier Stimmen

  - Wacław z Szamotuł – Ego sum pastor bonus (Ich bin der gute Hirte)
- Nicolas Gombert – Benedicta es caelorum regina zu sechs Stimmen
- Claude Goudimel
  - Les cent cinquante pseaumes de David nouvellement mis en musique zu vier Stimmen, Paris 1564 und 1565: Le Roy & Ballard, Genf 1565 (150 Psalmen): Noten und Audiodateien im International Music Score Library Project
  - 26 Cantiques chantés au Seigneur zu vier Stimmen, Lyon: Jan de Tournes: Noten und Audiodateien im International Music Score Library Project
- Philibert Jambe de Fer – Les 150 Psaumes de David à 4 et 5 voix, Lyon: Antoine de Cercia & Pierre de Mia
- Orlando di Lasso
  - erstes Buch mit Motetten zu fünf und sechs Stimmen, Paris: Le Roy & Ballard
  - Motette Amen amen dico vobis, LV 204: Noten und Audiodateien im International Music Score Library Project
  - Missa super Confundantur superbi zu fünf Stimmen, LV Anh.81: Noten und Audiodateien im International Music Score Library Project
- Claude Le Jeune – Dix Pseaumes de David en forme de motets avec un dialogue zu vier bis sieben Stimmen, Paris: Le Roy & Ballard (10 Psalmen, 1 Dialog): Noten und Audiodateien im International Music Score Library Project
- Francisco Leontaritis – erstes Buch mit Motetten zu sechs Stimmen, Venedig: Francesco Rampazetto
- Giovanni Pierluigi da Palestrina – Individualdruck Motecta festorum totius anni cum communi sanctorum […] quaternis vocibus […] liber primus, Venedig: Antonio Gardano: Noten und Audiodateien im International Music Score Library Project; darin:
  - Hymne Ave Maria zu vier Stimmen: Noten und Audiodateien im International Music Score Library Project
  - Motette Dies sanctificatus zu vier Stimmen: Noten und Audiodateien im International Music Score Library Project
  - Motette Salvator mundi salva nos omnes zu vier Stimmen: Noten und Audiodateien im International Music Score Library Project
  - Motette Surge propera amica mea zu vier Stimmen: Noten und Audiodateien im International Music Score Library Project
- Gérard de Turnhout – Te Deum, Antwerpen
- Jacobus Vaet – Missa J’ai mis non coeur zu acht Stimmen (auf das eigene Salve Regina)

### Weltlich
- Simon Boyleau – Madrigale zu vier, fünf, sechs, sieben und acht Stimmen, Mailand: Francesco Moscheni
- Gioseppe Caimo – erstes Buch mit Madrigalen zu vier Stimmen, Mailand: Francesco Moscheni
- Ghinolfo Dattari – Canzoni villanesche a 4 voci, dedica alla illustre signora Camilla Gadda delli Elefantuzzi
- Andrea Gabrieli – Madrigal O beltà rara zu fünf Stimmen, in: Il primo libro de madrigali a 5 voci: Noten und Audiodateien im International Music Score Library Project
- Antonio Gardano (Hrsg.)
  - Il Primo Libro Delle Greghesche, Venedig; darin:
    - Sperindio Bertoldo – Madrigal Chie val cu la candari zu vier Stimmen: Noten und Audiodateien im International Music Score Library Project
    - Andrea Gabrieli
      - Madrigal Cando pinso al turmendo zu vier Stimmen: Noten und Audiodateien im International Music Score Library Project
      - Madrigal Cari cumbagni zu sieben Stimmen: Noten und Audiodateien im International Music Score Library Project
      - Madrigal Como viver mil posso zu fünf Stimmen: Noten und Audiodateien im International Music Score Library Project
      - Madrigal Saranda volde e plio zu vier Stimmen: Noten und Audiodateien im International Music Score Library Project
      - Madrigal Sassi, Palae, Sabbion, del Adrian lio zu fünf Stimmen: Noten und Audiodateien im International Music Score Library Project

    - Claudio Merulo – Madrigal Donna se l’occhio mio no varda sembre zu vier Stimmen: Noten und Audiodateien im International Music Score Library Project
    - Annibale Padovano
      - Madrigal Benedetta el gregaria zu vier Stimmen: Noten und Audiodateien im International Music Score Library Project
      - Madrigal Mi ho scritto e sembre scrivo zu vier Stimmen: Noten und Audiodateien im International Music Score Library Project
      - Madrigal O vui Greghette belle inamuràe zu acht Stimmen: Noten und Audiodateien im International Music Score Library Project

    - Francesco Bonardo Perissone – Madrigal Amur, se mi tel dao zu vier Stimmen: Noten und Audiodateien im International Music Score Library Project
    - Cipriano de Rore – Madrigal Madonna hormai mil vedo zu vier Stimmen: Noten und Audiodateien im International Music Score Library Project
    - Giulio Schiavetti – Madrigal Giathi tanda fantiga zu fünf Stimmen: Noten und Audiodateien im International Music Score Library Project
    - Pietro Taglia – Madrigal Donna curtese, e bella zu fünf Stimmen: Noten und Audiodateien im International Music Score Library Project
    - Giaches de Wert – Madrigal Chel bello Epithimia Chiaretta zu vier Stimmen: Noten und Audiodateien im International Music Score Library Project
    - Alvise Willaert – Madrigal Pianza'l grego pueta zu fünf Stimmen: Noten und Audiodateien im International Music Score Library Project

  - Il primo libro de villotte alla Padoana con alcune Napolitane a quattro voci, intitolate Villotte del fiore, a quarto voci, Venedig; darin:
    - Filippo Azzaiolo
      - Lied Al dì, dolce ben mio zu vier Stimmen: Noten und Audiodateien im International Music Score Library Project
      - Lied Gentil madonna zu vier Stimmen: Noten und Audiodateien im International Music Score Library Project
      - Lied La manza mia zu vier Stimmen: Noten und Audiodateien im International Music Score Library Project
      - Lied O spazzacamin zu vier Stimmen: Noten und Audiodateien im International Music Score Library Project
      - Lied Occhio non fu zu vier Stimmen: Noten und Audiodateien im International Music Score Library Project
      - Lied Quando la sera zu vier Stimmen: Noten und Audiodateien im International Music Score Library Project
      - Lied Vorrei che tu cantassi una canzone zu vier Stimmen: Noten und Audiodateien im International Music Score Library Project
- Orlando di Lasso
  - Quatriesme livre des chansons a 4 et 5 parties, Löwen: Pierre Phalèse (LV 1564.3): Noten und Audiodateien im International Music Score Library Project; darin:
    - Chanson Ardant amour souvent me fait instance zu vier Stimmen, LV 174: Noten und Audiodateien im International Music Score Library Project
    - Chanson Bonjour mon coeur zu vier Stimmen, LV 167: Noten und Audiodateien im International Music Score Library Project
    - Chanson En m’oyant chanter quelquefois zu vier Stimmen, LV 172: Noten und Audiodateien im International Music Score Library Project
    - Chanson En un lieu ou l’on ne voit goutte zu vier Stimmen, LV 166: Noten und Audiodateien im International Music Score Library Project
    - Chanson Fleur de quinze ans zu vier Stimmen, LV 157: Noten und Audiodateien im International Music Score Library Project
    - Chanson Fuyons tous d’amour le jeu zu vier Stimmen, LV 164: Noten und Audiodateien im International Music Score Library Project
    - Chanson Je ne veux rien zu vier Stimmen, LV 170: Noten und Audiodateien im International Music Score Library Project
    - Chanson Margot labourez les vignes zu vier Stimmen, LV 169: Noten und Audiodateien im International Music Score Library Project
    - Chanson Mes pas semez et loings alez zu vier Stimmen, LV 165: Noten und Audiodateien im International Music Score Library Project
    - Chanson Monsieur l’Abbé zu vier Stimmen, LV 154: Noten und Audiodateien im International Music Score Library Project
    - Chanson Quand mon mary zu vier Stimmen, LV 153: Noten und Audiodateien im International Music Score Library Project
    - Chanson Si froid et chaut zu vier Stimmen, LV 168: Noten und Audiodateien im International Music Score Library Project
    - Chanson Soyons joyeux zu vier Stimmen, LV 176: Noten und Audiodateien im International Music Score Library Project

  - Madrigali a 5 voci, Libro 3, Venedig: Antonio Gardano: Noten und Audiodateien im International Music Score Library Project
- Domenico Micheli – Madrigali a cinque voci, Libro 2, Venedig: Antonio Gardano: Noten und Audiodateien im International Music Score Library Project
- Giovanni Domenico da Nola – zweites Buch mit Madrigalen zu fünf Stimmen, Rom: Valerio Salviano & Fratelli
- Johannes Pacoloni – Tribus testudinibus ludenda carmina
- Annibale Padovano – erstes Buch mit Madrigalen zu fünf Stimmen, Venedig: Antonio Gardano; darin:
  - Madrigal Cantai un tempo, et se fu dolc'il canto zu fünf Stimmen: Noten und Audiodateien im International Music Score Library Project
  - Madrigal Dolce mio caro e precioso pegno zu fünf Stimmen: Noten und Audiodateien im International Music Score Library Project
- Gioan Paien – Madrigali a due voci, Libro 1, Venedig: Antonio Gardano: Noten und Audiodateien im International Music Score Library Project; darin:
  - Madrigal Che dolce più, che più giocondo stato zu zwei Stimmen: Noten und Audiodateien im International Music Score Library Project
  - Madrigal Gravi pene in amor si provan molte zu zwei Stimmen: Noten und Audiodateien im International Music Score Library Project
  - Madrigal Ingiustissimo Amor zu zwei Stimmen: Noten und Audiodateien im International Music Score Library Project
  - Madrigal Vergine bella zu zwei Stimmen: Noten und Audiodateien im International Music Score Library Project
- Paolo Ragazzo – Li madrigali a quattro voci, Venedig: Girolamo Scotto (24 Madrigale zu vier Stimmen): Noten und Audiodateien im International Music Score Library Project

- Giaches de Wert
  - Il primo libro de madrigali […], novamente con nova giunta ristampati zu fünf Stimmen, Venedig
  - Il secondo libro de madrigali […], novamente con nova giunta ristampati zu fünf Stimmen (Octaviano Farnese gewidmet), Venedig

## Musiktheoretische Schriften
- 1563/1564 – Gallus Dreßler: Praecepta musicae poeticae

## Geboren

### Geburtsdatum gesichert
- 20. April: Anton Schnitzer der Jüngere, deutscher Holzblasinstrumentenbauer († unbekannt)[1]
- 26. April (getauft): William Shakespeare, englischer Dramatiker, Lyriker und Schauspieler († 1616)
- 18. August: Federico Borromeo, italienischer Priester, Kardinal und Musikmäzen († 1631)[1]
- 13. September: Vincenzo Giustiniani, italienischer Adliger, Kunstsammler und Musiktheoretiker († 1637)[1]
- 26. Oktober (getauft): Hans Leo Haßler, deutscher Komponist, Organist, Uhrmacher und Verfertiger von Musikautomaten († 1612)
- 06. November (getauft): John Danyel, englischer Sänger, Lautenist und Komponist († um 1626)

### Genaues Geburtsdatum unbekannt
- Gregor Aichinger, deutscher Komponist († 1628)
- Joachim Burmeister, norddeutscher Musiktheoretiker, Komponist und Dichter († 1629)
- Francisco Peraza, spanischer Organist und Komponist († 1598)[1]
- Christoph Harant von Polschitz und Weseritz, böhmischer Adeliger, kaiserlicher Kämmerer, Komponist, Schriftsteller, Orientreisender und Humanist († 1621)
- Samuel Voelckel, deutscher Sänger, Instrumentalist, Komponist und Kapellmeister († 1621)

### Geboren vor 1564
- Lorenzo Vecchi, italienischer Komponist († 1628)

### Geboren um 1564
- Giulio Cesare Martinengo, italienischer Komponist († 1613)[1]

## Gestorben

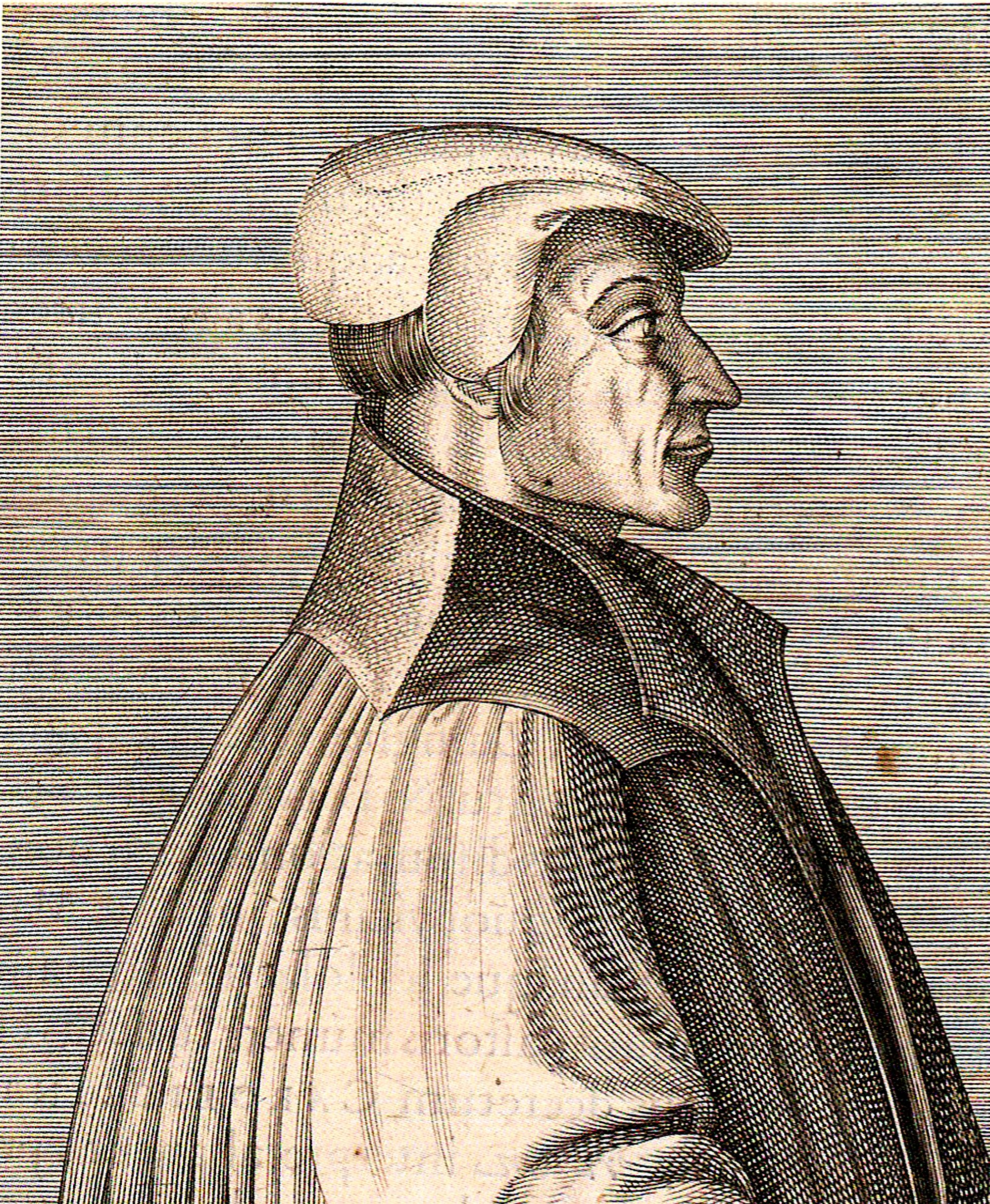
Ambrosius Blarer; † 6. Dezember

### Todesdatum gesichert
- 27. Mai: Johannes Calvin, Schweizer Reformator französischer Abstammung, Begründer des Calvinismus und Dichter des Genfer Psalters (* 1509)
- 05. Oktober: Pierre de Manchicourt, franko-flämischer Komponist und Kapellmeister (* um 1510)
- 02. Dezember: Antoine Barbé, franko-flämischer Komponist, Kapellmeister und Kleriker (* um 1505)
- 06. Dezember: Ambrosius Blarer, deutscher evangelischer Theologe, Kirchenlieddichter und Reformator (* 1492)

### Genaues Todesdatum unbekannt
- Giaches Brunel, italienischer Organist und Komponist (* um 1500?)[2]

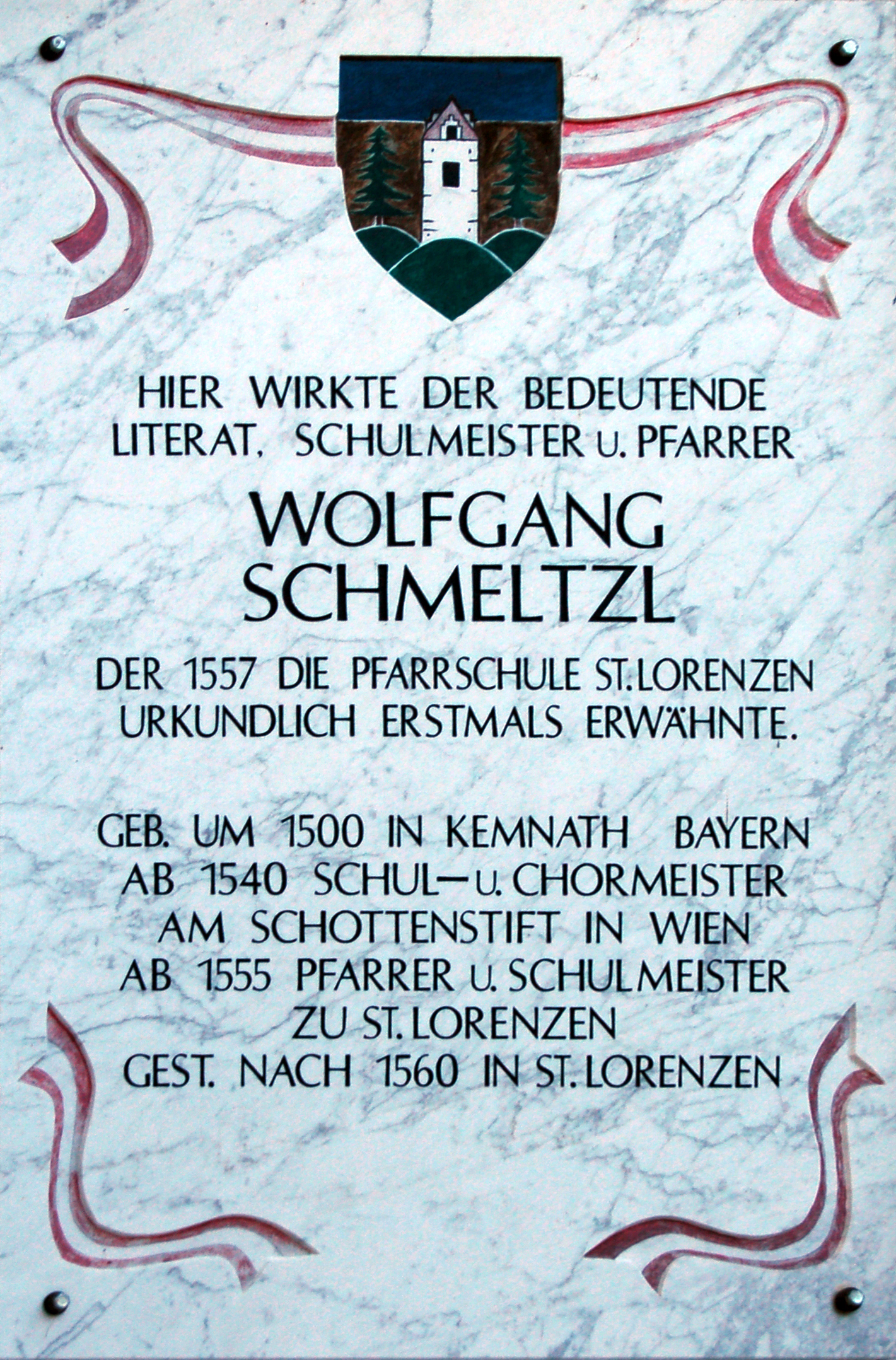
Gedenktafel für Wolfgang Schmeltzl an der Volksschule in St. Lorenzen am Steinfelde

- François Gindron, Komponist (* unbekannt)[2]
- Franciscus de Rivulo, deutscher Komponist, Kapellmeister und Kirchenmusiker (* unbekannt)
- Jacob Susato, franko-flämischer Drucker und Sohn von Tielman Susato (* unbekannt)[2]

### Gestorben um 1564
- Wolfgang Schmeltzl, deutscher Komponist, Dichter, Schulmeister und katholischer Pfarrer (* um 1500 oder 1505)

### Gestorben nach 1564
- Berendt Drefuss, deutscher Glockengießer